# Observation des élections
 (février 2019).
L’observation des élections est l'observation d'une élection précise par une ou plusieurs parties indépendantes soit originaires d'un autre pays soit provenant d'une organisation non gouvernementale (ONG). L'observation a pour but d'assurer un processus électoral équitable, conduit selon des standards internationaux, ce qui encourage la protection des droits civils et politiques. La légitimité d'une élection peut être affectée par les critiques des observateurs.
La Division de l'assistance électorale des Nations unies est l'organisation la plus connue maintenant du personnel permanent d'observateurs et d'experts en élections qui assiste à des élections dans le monde entier. D'autres organisations internationales comme l'Organisation pour la sécurité et la coopération en Europe (OSCE), l'Union européenne (UE), Le Congrès des pouvoirs locaux et régionaux du Conseil de l'Europe, l'Union africaine ou encore l'Organisation internationale de la francophonie (OIF) ont également une mission d'observation des élections.
L'observation des élections peut être réalisée sous diverses formes, mais en général les élections sont suivies par un petit nombre d'observateurs qui se concentrent dans des endroits qui pourraient présenter des problèmes.
Plusieurs régimes autoritaires, dont la Syrie, la Russie ou le Kazakhstan détournent le principe d'observation électorale en invitant des personnes complaisantes pour cautionner des scrutins contestés, tout en refusant la participation d'autres observateurs, indépendants.

## Observation des élections locales et régionales
La majorité des organisations internationales d'observation des élections ont pour mission d'observer les élections parlementaires, seul le Congrès des pouvoirs locaux et régionaux, en coopération avec la Commission de Venise (tous deux sont des institutions du Conseil de l’Europe), a la mission d’observer les élections locales et régionales. Depuis 1990, plus de 50 processus électoraux locaux ont fait l'objet d'une mission d'observation du Congrès. En dépit de la place politique et médiatique accordée aux scrutins nationaux, la tenue d’élections libres et équitables à l’échelon territorial est au moins aussi importante. Aucune démocratie ne peut être tenue pour telle si elle ne repose pas sur des fondations solides. La stratégie du Congrès en matière d’observation des élections repose principalement sur trois lignes d'action:
- L’observation des élections assurée par le Congrès devrait contribuer à la mise en place de cadres institutionnels conformes aux principes qui sous-tendent la démocratie locale, tels qu’ils sont énoncés dans la Charte européenne de l'autonomie locale. L’objectif est d’améliorer le suivi des recommandations adoptées par le Congrès à la suite des missions d’observation des élections et de faciliter leur mise en œuvre.
- L’observation des élections par le Congrès devrait contribuer à mieux faire connaître l’importance de la démocratie aux niveaux local et régional.
- En exploitant pleinement le rôle unique du Congrès dans le domaine de l’observation des élections, des efforts sont aussi déployés pour accroître la capacité de fonctionnement des missions d’observation des élections

## Instrumentalisation du principe par des États autoritaires
Des régimes autoritaires, comme celui de Bachar el-Assad en Syrie ou de Vladimir Poutine en Russie, mais également ceux du Kazakhstan ou d’Équateur, utilisent les codes démocratiques d'élections d'apparence libres et transparentes dans des scrutins en réalité joués d'avance. Si les observateurs et journalistes indépendants sont interdits d'accès, des personnes triées sur le volet en raison de leurs affinités avec le régime en place (propagandistes, responsables politiques, notamment d'extrême droite, agents d'influence…) sont invités à venir observer le scrutin, afin de le légitimer en rendant des rapports complaisant, réfutant les fraudes alléguées par les opposants. C'est le cas notamment lors des référendums non reconnus au niveau international pour l'annexion de la Crimée en 2024 et des territoires ukrainiens occupés par la Russie en 2022. Plusieurs parlementaires européens — dont cinq eurodéputés français du Rassemblement national Virginie Joron, Hervé Juvin, Jean-Lin Lacapelle, Thierry Mariani et Philippe Olivier —sont sanctionnés pour avoir ainsi rendu des rapports cautionnant des scrutins contestés au Kazakhstan et en Crimée. Le Parlement européen avait décidé de n'envoyer aucun observateur en raison du contexte du déroulement des élections (les observateurs de l'OSCE et d'ONG ont notamment été écartés par les autorités), jugées fallacieuses et servant en réalité la propagande de ces régimes autoritaires,,.
Dans des pays en particulier francophones où perdurent depuis les années 80 des régimes politiques issus du monopartisme et des coups d’Etat militaires, les media, les sociétés civiles et les partis politiques décrivent régulièrement des observations de complaisance facilitant le détournement de processus électoraux. La mission d’observation de l’UE lors de l’élection présidentielle gabonaise de 2016, bientôt soutenu par le Parlement européen, entre dans un bras de fer avec le chef de l’Etat Ali Bongo, refusant d’être instrumentalisée alors que l’opposition décrit une inversion de résultat en aval du scrutin. Les missions d’observations européennes peuvent observer correctement deux inversions de résultats de présidentielle à la compilation des procès-verbaux et à la publication officielle des résultats, en 1998 au Togo et en 2016 au Gabon. Les missions d’observations de l’Union africaine font l’objet de critiques régulières dans plusieurs Etats africains, par exemple dans les années 2010 à Djibouti.

## Sources
- Manuel d'observation des élections de l'OSCE
- Site officiel du Congrès des pouvoirs locaux et régionaux
- Site officiel de la Commission de Venise